# Jazulas
Jazulas (djazulas) juzulas (djuluzas), gazulas ou guzulas eram uma pequena tribo berbere do sudoeste do Marrocos que era aparentada com os sanhajas. Essas grafias correspondem aos plurais berberes awguzulen (arcaico) e igzulen e eles foram, por vezes, associados aos getulos da Antiguidade.

## História
Eram aparentados com os sanhajas. Em associação com os lantas, seus parentes, viveram uma vida nômade ao sul do Antiatlas, porém relativamente cedo alguns grupos jazulas se assentaram na porção ocidental dessa montanha (Monte Hanquiça) e seu principal assentamento era Taguejizate, a 80 quilômetros a sul-sudeste de Tiznete. Foi entre eles que nasceu Abedalá ibne Iacine, o fundador do movimento político-religioso dos almorávidas, no qual os jazulas tiveram preponderante papel e alguns deles se assentaram nas planícies marroquinas. No tempo dos primeiros revezes almorávidas em Suz, apoiaram os almóadas (1138) e cederam contingentes, mas sua lealdade em Tremecém, quando enfrentaram seus parentes almorávidas em 1144, causou suspeita entre os almóadas que os massacraram traiçoeiramente. Em resposta, acolheram várias pessoas que revoltaram-se contra os almóadas como o famoso Iáia Alçaraui, o antigo governador almorávida de Fez e o antigo chefe da revolta de Ceuta, provocando agitações nos confins do Suz; foram punidos severamente pelo califa Abde Almumine (r. 1133–1163). Anos depois, Abu Cássaba rebela-se contra os almóadas junto dos jazulas e o califa Maomé Anácer (r. 1199–1213) fez campanha contra eles.
Mais tarde, por quase um século, os jazulas foram subjugados pelos Banu Iadar de Suz. Os últimos introduziram beduínos árabes do grupos dos maquis como aliados, e os jazulas se uniram a uma de suas tribos, os dau-haçanes. No começo do século XVI, Leão Africano descreve-os como aldeões empobrecidos e belicosos. Foi entre eles que os primeiros príncipes saadianos recrutaram seus arcabuzeiros. Com o declínio da dinastia saadiana, o país dos jazulas foi governado por Jafaride Xurafa da tribo dos sanlalas, com Iligue como capital. A dominação deles durou por aproximados 40 anos, até 1670, e estendeu-se sobre o Suz e, por algum tempo, sobre Darca e Sijilmassa (período de Alboácem, apelidado Abu Dumaica). No começo do século XIX, um novo principado surgiu, ainda com Iligue como seu centro, fundado pelo xarife dos sanlalas; ele perdurou até o fim do século. Sob o nome de "Reino de Sidi Haxim", gozou entre os viajantes europeus e cartógrafos um notoriedade não atestada pelos historiadores árabes do Marrocos. Hoje o nome jazula não é mais usado, exceto para um dos dois clãs etno-políticos (lufe) dentre os quais as tribos do distrito do Antiatlas foram divididas. Os antigos jazulas são agora a confederação dos ualtitas (berbere: Ida ultite) e o centro de seu distrito é Tazerualte.